# 日勝線

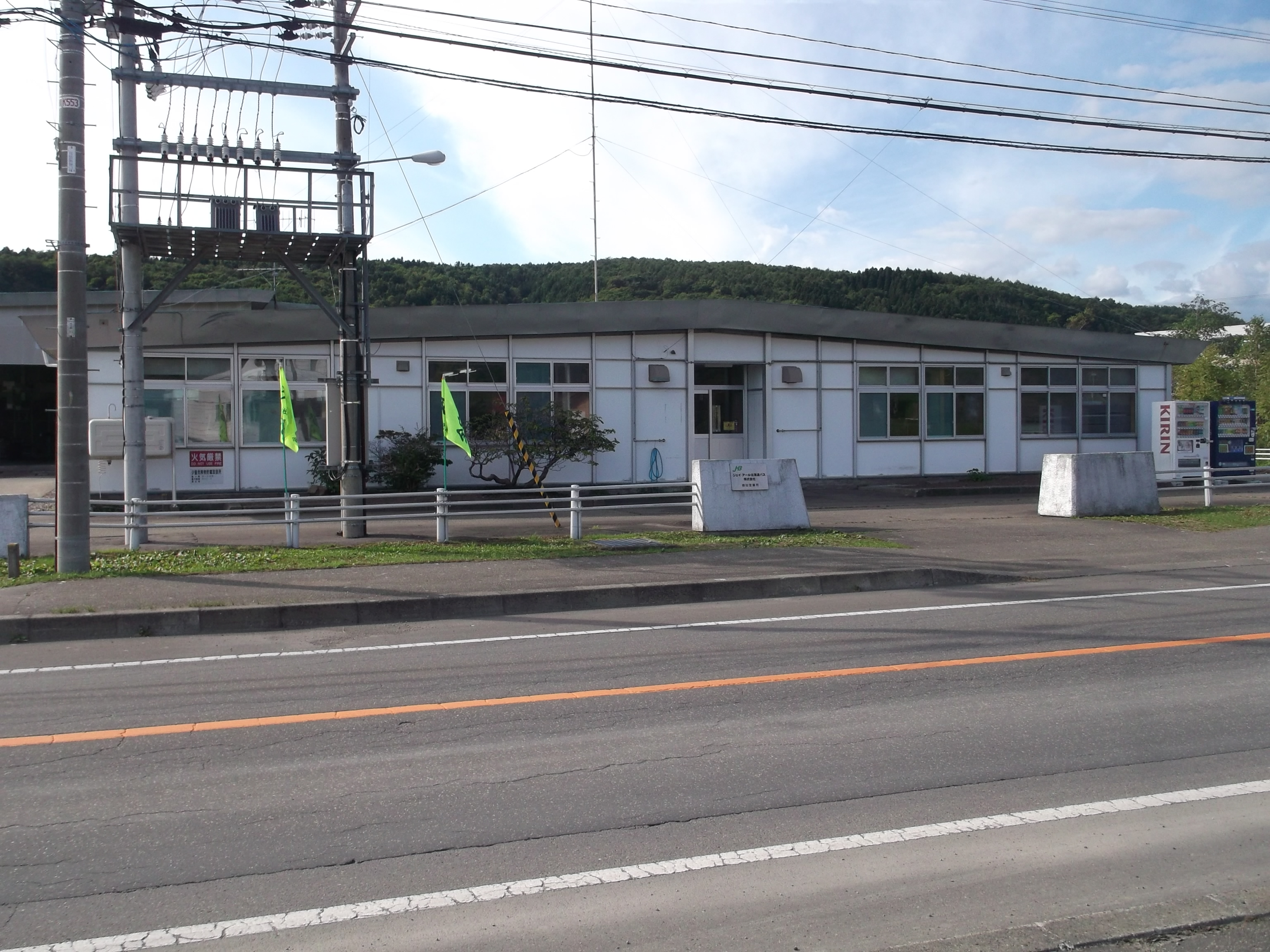
ジェイ・アール北海道バス 様似営業所

日勝線（にっしょうせん）は、ジェイ・アール北海道バスが運行する自動車路線である。日本国有鉄道自動車局（国鉄バス）、北海道旅客鉄道（JR北海道）直営を経て、2000年4月以降はジェイ・アール北海道バスの運行となっている。
本項では、国鉄バス、JR北海道直営時代を含む路線の歴史と、自動車駅であるえりも駅、派生する都市間高速バス路線についても記述する。

## 概要

### 鉄道線の先行として
本路線は、1943年（昭和18年）8月に本様似と庶野・歌別と襟裳を結ぶ路線として開設されたのが始まりである。日本国有鉄道（国鉄）の建設予定路線として、改正鉄道敷設法133には「苫小牧～鵡川～浦河～広尾～帯広」間の路線があり、本路線は鉄道線の先行という使命を有していた。路線開設に当たって、既に日高地区で乗合自動車を運行していた日高自動車を買収するという方策を採っている。路線名は国名である日高と十勝を結ぶことからの命名である。
第二次世界大戦が終わった1949年（昭和24年）までに、様似と荻伏築港を結ぶ路線も延伸開業している。また、当路線を担当する様似自動車営業所は、1952年（昭和27年）より北海道の国鉄バスでは初の貸切バス事業を開始している。1965年（昭和40年）には、帯広とえりも岬を発着する路線も運行された。その一方、路線開設当初から行なわれていた貨物輸送については、1966年（昭和41年）に日本通運へ移管されたことにより廃止となったが、これは北海道の国鉄バスでは最後の貨物営業路線であった。
モータリゼーションの進展に伴い、路線バスの経営が圧迫されたため、合理化が行なわれることになった。国鉄バスも例外ではなかったが、日勝線では道路環境が悪いところが多く、完全ワンマン化は1983年（昭和58年）にずれ込んだ。

### 鉄道とバスの一環輸送
本路線は鉄道会社直営のバス事業者という特徴を生かし、国鉄時代から全国版の時刻表の日高本線のページにも並行するバス便の時刻を併載したほか、分割民営化後に日高本線の運行組織として日高線運輸営業所が開設されると、様似自動車営業所を日高線運輸営業所の直轄組織とすることで、鉄道とバスの一貫輸送をより強化する方策を採っていた。その後、2000年（平成12年）のバス部門分社化により直轄ではなくなっている。分社化後は、札幌へ直通する高速バスの運行も開始された。1999年（平成11年）以降は省営バス時代から営業が続けられている北海道内のJRバス路線は、札幌地区と鉄道代替路線を除けば本路線のみとなっている。
2000年（平成12年）の分社化以降、本路線は一度も大規模なダイヤ改正がない状態が続いた。しかし、少子高齢化などによって利用者の減少に歯止めはかからなかった。このままでは将来的に路線全体の維持が困難になるとして2017年（平成29年）8月、利用者の減少や運転手不足などを理由に、同年12月に当路線の一部を減便する計画を示した。しかし同年9月、北海道旅客鉄道（JR北海道）からの指摘で計画が撤回された。

### 日高本線の廃線と路線再編
2015年（平成27年）1月、日高本線鵡川駅 - 様似駅間が、高波による土砂流出の影響で不通となった。翌年の台風などによって被害はさらに拡大し、数々の復旧案が出たものの、運行再開に向けた本格的な復旧工事は行われないままとなり、2021年（令和3年）4月1日に同区間は廃止された。
これに伴い本路線は、苫小牧 - 静内 - 浦河間などを走る道南バスと共に大規模な路線再編を行い、日高地域広域公共バスとして新たな体制でバスの運行を開始した。静内への乗り入れや向別 - 様似営業所間の運行経路の統一、浦河町内5カ所のバス停新設、急行便や特急とまも号の新設などが行われ、通学客や通院客などの利便性向上が図られた。今後も利用実態などを把握しながら、検証と見直しを繰り返していくとした。バス事業者などが短期間でまとめたダイヤは分かりづらい、地域住民の希望を十分に反映したとは言えないとの意見もあり、2022年（令和4年）4月1日に大幅なダイヤ改正が行われた。
一方、庶野 - 広尾間はえりも町と広尾町による運行委託が行われている。利用者減少等を踏まえ、他の交通手段への代替が検討されたこともあるが、当面の間現状の運行が続けられる予定である。

### 年表
- 1943年（昭和18年）8月 - 日高自動車を買収し、日勝線としての運行を開始。
- 1952年（昭和27年） - 北海道の国鉄バスでは初となる貸切バス事業を開始。
- 1966年（昭和41年） - 貨物輸送を廃止。これにより北海道内における国鉄貨物自動車の営業は全廃。
- 1983年（昭和58年） - 全路線のワンマン化が完了。
- 1987年（昭和62年） 4月1日 - 国鉄分割民営化に伴い、JR北海道による運営となる。
- 1990年（平成2年）7月1日 - 日高線運輸営業所の直轄組織となる。
- 2000年（平成12年）4月1日 - JR北海道のバス事業をジェイ・アール北海道バスへ分社。これに伴い日高線運輸営業所の直轄組織から外れる。
- 2003年（平成15年） - 荻伏市街 - 上野深間は浦河町から、庶野 - 広尾間はえりも町・広尾町から運行委託を受けての運行を開始。
- 2005年（平成17年）8月 - 「とんがりホリデーきっぷ」（1,000円、小児500円）を発売開始。
- 2014年（平成26年）3月31日 - 鉄道との連絡運輸を終了。
- 2017年（平成29年）
  - 8月9日 - 一部路線及び便数の削減を公表[9]。
  - 9月12日 - JR北海道からの指摘で減便の計画を撤回[9][10]。
- 2021年（令和3年）4月1日 - 日高本線の一部区間廃線に伴い、ダイヤを改正[17]。
- 2022年（令和4年）
  - 4月1日 - 利用者からの意見を取り入れ、ダイヤを改正[15]。
  - 6月1日 - 交通系ICカードのサービス開始

## 一般路線バス

### 運行区間
一般路線は、日勝本線、野深線、杵臼線、およびえりも線の4路線で、2009（平成21年）年1月現在は3路線の中で運行系統を設定。2021年（令和3年）4月1日のJR日高本線代替バス化では、静内 - 浜荻伏公住前間の一般路線再開、一部旧駅近くへ乗り入れ、浦河町内の経路など変化が見られる。
- 日勝本線
  - 静内駅 - 浜荻伏公住前 - 荻伏市街 - 浦河駅 - 日高幌別 - 鵜苫 - 様似駅 - えりも駅 - 上歌別 - 庶野 - 広尾駅
- 野深線
  - 荻伏市街 - 荻伏 - 上野深
- 杵臼線（廃止）
  - 日高幌別駅 - 杵臼 - 東幌別
- えりも線
  - 歌別 - 岬市街 - えりも岬 - 庶野学校前

### 運行系統

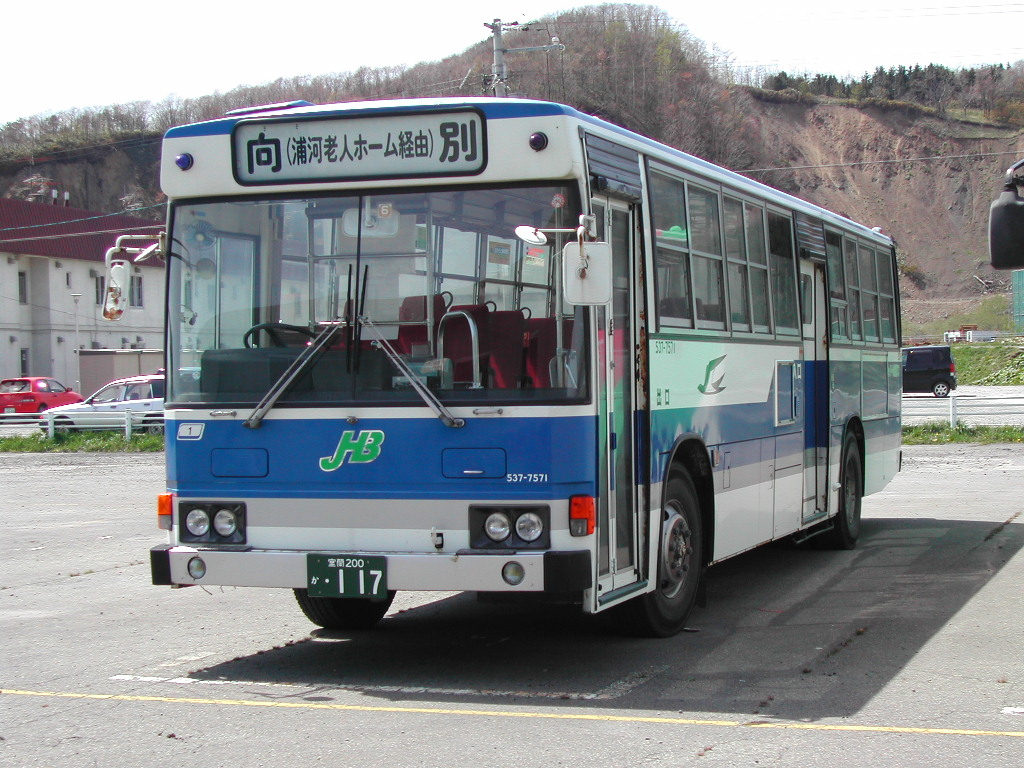
様似営業所にて（2002年5月）

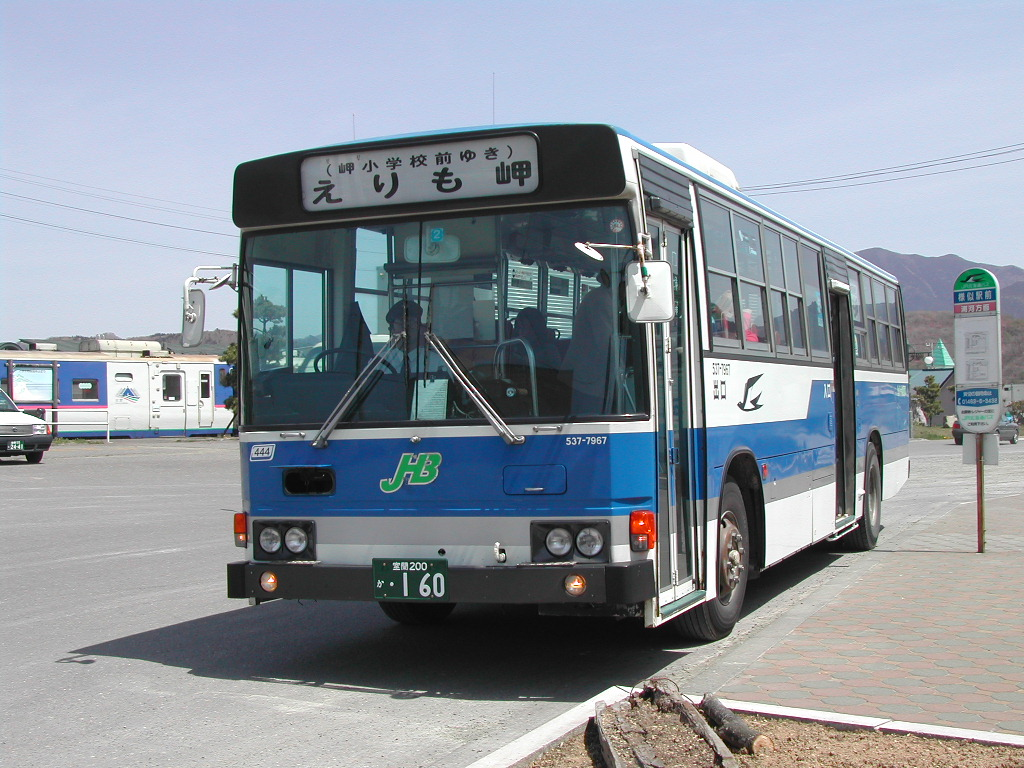
様似駅前にて（2002年5月）

2022年（令和4年）4月1日現在。JR日高本線代替バス化初となるダイヤ改正で、急行便の廃止（一部普通便の速達化）などが行われた。
静内 - 浦河 - 様似 - えりも - 広尾（日勝本線、野深線（一部）、えりも線）
- 静内 - 静内温泉 - 東静内市街 - 春立築港 - 日高東別 - 三石総合町民センター - 本桐 - 三石温泉 - 浜荻伏公住前 - 荻伏支所前 - 荻伏 - 荻伏市街 - 絵笛 - 堺町西1丁目 - 向別 - 堺町郵便局前 - 日高振興局前 - 浦河町役場 - 浦河小学校 - 浦河老人ホーム前 - 浦河高校 - 日赤前 - 日高幌別 - 鵜苫市街 - 様似本町 - 様似駅 - 様似営業所 - 様似駅 - 平宇 - アポイ山荘 - 近浦 - 日勝大和 - えりも駅 - えりも郷土資料館 - 歌別 - 自衛隊前 - えりも岬 - 岬小学校前 - 千平口 - 庶野 - 日勝目黒 - 日勝美幌 - 広尾6丁目 - 広尾駅

全区間を直通する便はなく、以下の通り細分化されている。
- 静内 - 様似営業所
  - 浦河老人ホームを経由しない。
  - 様似営業所発静内行の始発便は、静内より先静内高校まで運行。
  - 一部便、静内温泉を経由しない。堺町西1丁目 - 東町間は国道経由で運行し向別や浦河高校等を経由しない。
- 向別 - 様似営業所
- 様似営業所 - えりも郷土資料館、岬小学校前、庶野、広尾駅
  - 早朝便はアポイ山荘を経由しない。
  - 平日広尾駅行の始発便は、歌別 - 千平口間上歌別経由で運行し、えりも線区間は経由しない。
- 複数系統共通
  - 様似小学校登校時間にかかる便は様似小学校乗り入れ。
  - 一部、静内・向別 - 様似営業所と様似営業所 - えりも郷土資料館・庶野を同一車両で直通。

苫小牧 - 鵡川 - 静内間および静内 - 浦河間の道南バス運行便については、道南バス#日高沿岸線を参照されたい。
上野深 - 浦河老人ホーム（野深線、日勝本線（一部））
- 上野深 - 野深学校前 - 荻伏中学校 - 荻伏 - 荻伏市街 - 絵笛 - 堺町西1丁目 - 向別 - 緑町 - 日高振興局前 - 浦河町役場 - 大通5丁目 - 日赤前 - 浦河高校 - 浦河老人ホーム前

2021年（令和3年）4月1日より向別 - 日高振興局間で緑町経由の新設経路に変更。

### 運賃・乗車券に関する特記事項
2022年（令和4年）6月1日より、札幌圏で導入されているICカード乗車券のSAPICA（および交通系ICカード全国相互利用サービス対応10種）が導入されたかつてはジェイ・アールバスカード（磁気カード）を札幌圏での利用終了後も使用することができた。2021年（令和3年）4月には回数乗車券の発売に変更され、SAPICA等導入に伴い回数乗車券の販売を終了した。
2021年（令和3年）4月7日時点で「スマホ定期券」のサービスが開始されている。通学定期乗車券など一部は道南バス運行便との共通乗車券となる。
2021年（令和3年）4月現在、様似 - 広尾間および広尾 - 幸福駅 - 帯広駅または帯広空港間（十勝バス）の片道が途中下車自由となる「南十勝・えりも とんがりロード散策きっぷ」が冬期を除き設定される。ほか、JR鉄道会社が発行し日勝線一般路線を利用可能範囲に含む特別企画乗車券は「北海道フリーパス」が設定される。
かつて様似駅 - 様似営業所前間を、現金に限り100円で乗車できる施策を行っていたが、2020年（令和2年）5月1日より通常運賃に戻された。
2022年（令和4年）6月より、様似または様似営業所で60分以内にバスを乗り継ぐ場合、2便目の運賃を170円割引する施策が開始された。SAPICAのみ自動で割引が適用される。

## 高速バス・特急バス
いずれの路線も予約定員制。JRみどりの窓口、JR高速バス予約サイト「高速バスネット」での予約・発券はできない。特別企画乗車券では一部を除き利用できない。利用不可であったSAPICA等のICカード乗車券は、2023年（令和5年）4月現在利用可能となっている。
「JR札幌駅」停留所（札幌駅バスターミナル）は再開発事業に伴い一時閉鎖となり、2023年（令和5年）10月1日から2028年（令和10年）度までの予定で「札幌駅前」路上停留所発着となる。
自動車専用道路を挟まない区間のみの利用はできない（一部例外あり）。

### 高速えりも号

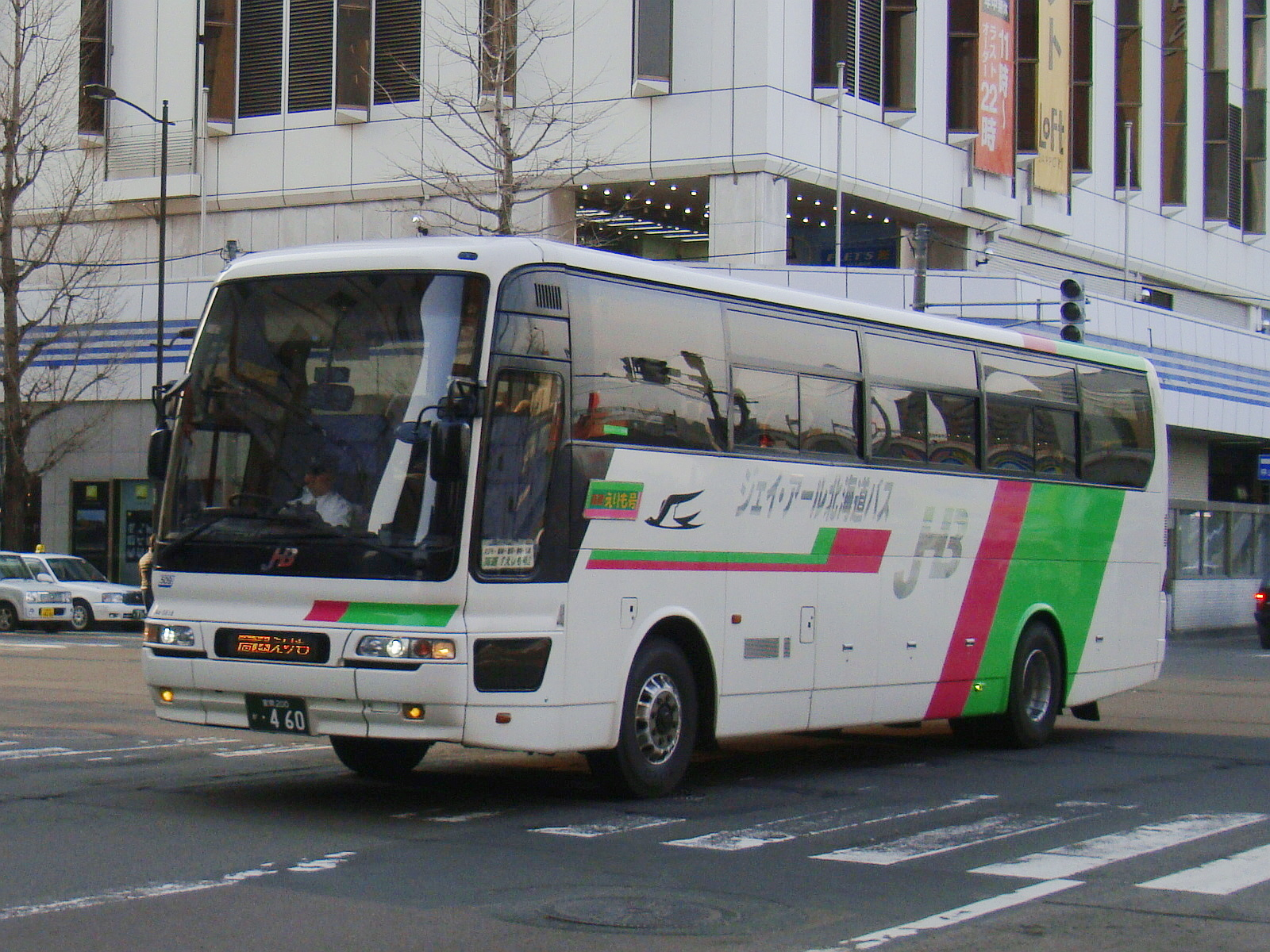
高速えりも号（2013年4月）

- 札幌駅前・大谷地ターミナル（大谷地駅） - （道央自動車道・日高自動車道） - 静内末広町・浦河町役場・日高幌別駅・鵜苫築港前・様似本町・様似駅・様似営業所・平宇・幌満・上近浦・日勝大和・えりも駅

2001年（平成13年）9月21日より定期運行開始、同年12月21日より静内末広町と浦河堺町西1丁目に停車開始。道南バス「高速ペガサス号」と競合するが、乗車券の共通利用等は行わない。
様似駅に限り札幌行の降車とえりも行の乗車を扱い、えりも方面との利用も可能。浦河町役場、様似小学校通、様似営業所も両方向乗降とも扱っていたが、2022年（令和4年）4月1日より様似駅のみとなった。浦河町役場は2018年（平成30年）8月1日より停車開始し、当時道南バスが運行していた「特急ひだか優駿号」との接続が考慮されていた。
札幌側の入庫先であった札幌営業所が2022年（令和4年）3月31日をもって閉所となり、新たな入庫先では回送時間増加により定められた連続運転時間を超過するため、同年4月1日より札幌行は美沢パーキングエリアと大谷地ターミナル、えりも行は大谷地ターミナルにて休憩時間が設定され、所要時間が延長された。
2023年（令和5年）4月1日より同年10月31日までの毎週火曜日は、JR桑園駅まで延長運行を行っていた。
2025年（令和7年）8月1日より札幌市中心部の経路が北1条通（国道12号）から北3条通に変更され、時計台前とサッポロファクトリーには停車せず、北2条西3丁目（えりも行）/北2条西2丁目（札幌行）、北3条東2丁目（えりも行）/北3条東3丁目（札幌行）、苗穂駅が新設された。

### 高速ひろおサンタ号

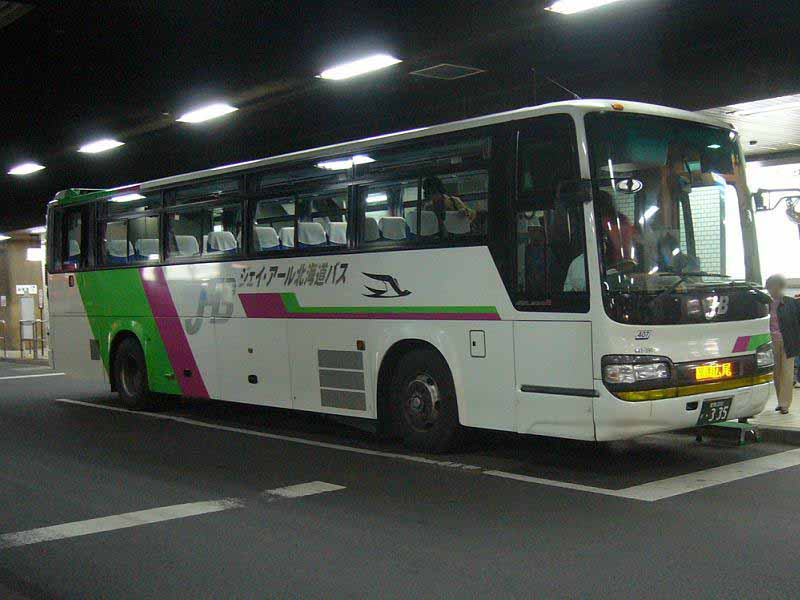
高速ひろおサンタ号（2007年10月）

- 札幌駅前 - （札樽自動車道・道央自動車道・日高自動車道） - 向別・西舎・上杵臼・中川記念館前・野塚・広尾駅・広尾6丁目（運休中）

札幌行はJR札幌駅の後、時計台前・サッポロファクトリーまで運行していたが、2022年（令和4年）4月1日よりJR札幌駅が終着となった。
2004年（平成16年）4月29日に同年9月30日までの予定で運行開始。以降、運行期間の延長や停車停留所改廃を経て、2005年（平成17年）10月1日より定期運行を開始した。
向別にて様似方面の一般路線と接続している。札幌と日高幌別駅 - 様似営業所の間に高速えりも号直通時と同額の乗継乗車券が設定されていたが、2023年（令和5年）9月30日をもって設定を終了した。札幌行にて、高速えりも号は早朝出発なのに対し、高速ひろおサンタ号の浦河町内は利用しやすい時間帯ため、様似町など経路外地域から向別でパークアンドライドする需要が一定数あるという。
様似営業所の乗務員不足があり、2023年（令和5年）11月1日より運休中。

### 特急とまも号
- 苫小牧駅・イオンモール苫小牧・沼ノ端駅北口 - （日高自動車道） - 厚賀橋・新冠・静内・三石総合町民センター・浦河町役場・様似・えりも

2021年（令和3年）4月1日運行開始。日高本線部分廃止に伴い、様似駅で列車に乗り継いでいた時と同等の時間で結び、広域の通院や買い物等の利便性を向上するために新設された。2021年度の利用者数は1便平均4.61人と少なく、運行開始からの半年で約700万円の赤字となった。2022年（令和4年）4月1日から乗客数の改善を図るため停車箇所を11箇所増やし、2022年（令和4年）6月1日からは、乗客へのアンケートを基にトイレや車いす用エレベーターを設置した新車両が導入された。

### 休廃止路線
高速えりも・ひろお号
- JR札幌駅・大谷地ターミナル - （道央自動車道・日高自動車道） - 日高幌別駅・鵜苫築港前・本町・様似駅・平宇・幌満・上近浦・日勝大和・えりも駅・新栄・庶野・日勝目黒・音調津・広尾6丁目・広尾駅

2005年（平成17年）より繁忙期限定で運行開始したが、2017年（平成29年）度より利用者減少等により運休中。えりも町東部・広尾町側において国道336号黄金道路の整備や帯広広尾自動車道の延伸が順調に進み、帯広市（道東自動車道）経由による自家用車利用に転移したものと分析されている。
特急ひだか優駿号
- 新千歳空港 - （道央自動車道・日高自動車道） - 鵡川四季の館前・富川大町・厚賀第一・新冠・静内・三石総合町民センター・浦河町役場・浦河ターミナル（「浦河高校前」停留所）

JR日高本線鵡川駅 - 様似駅間の廃止に伴う路線再編により道南バスで運行されていた同名の路線を2021年（令和3年）4月1日付で引き継ぎ、同年4月3日より運行開始。道南バス運行時に行っていた苫小牧方面との接続は考慮せず、南千歳駅北口には停車しない。土日祝日のみ運行。
1便平均4人と利用客が低迷し、2022年（令和4年）3月27日の運行をもって廃止されることになった。代替として特急とまも号と道南バス千歳空港線（苫小牧 - 新千歳空港）の沼ノ端駅北口乗り換えを案内している。

## えりも駅
| えりも駅（2016年7月） |  | えりも駅 旧駅舎（2007年5月） |
| えりも駅（2016年7月） |  | えりも駅 旧駅舎（2007年5月） |

えりも町の中心部にある自動車駅。1998年（平成10年）10月限りで窓口業務は終了し、その後駅舎も建て替えられて待合室のみの簡素なものになったが、現在も札幌方面の高速バスが発着する町の中心的なバス停留所である。えりも町本町650付近に所在。
コンピュータボードゲームの桃太郎電鉄シリーズでは、鉄道地図をモチーフにした盤面の地図に「襟裳駅」という物件駅が存在する。

### 書籍
- 『バスジャパン・ハンドブックシリーズ8 北海道旅客鉄道』BJエディターズ、1995年。ISBN 4795277877。

### 雑誌記事
- 「NEWS FILE」『鉄道ジャーナル』第287号、鉄道ジャーナル社、1990年9月、99-103頁。